# UCI Track Champions League 2022
Die UCI Track Champions League 2022 war die zweite Austragung einer Reihe von Bahnradsport-Wettbewerben. An jedem Wettkampftag wurde das gleiche Rennprogramm gefahren, in einem kompakteren Format als sonst üblich. Die Regeln waren dieselben wie im Vorjahr. Es gab vier Wertungen, im Kurzzeit- und im Ausdauerbereich jeweils für Frauen und Männer. Pro Wertung gingen jeweils 18 Teilnehmer an den Start.

## Austragungsorte
Im Juni 2022 wurde der Wettkampfkalender mit fünf Terminen bekanntgegeben, wobei die beiden letzten Runden in London an aufeinanderfolgenden Tagen stattfanden. Erstmals waren Saint-Quentin-en-Yvelines und Berlin als Austragungsorte dabei.
| Datum          | Ort                                             |
| -------------- | ----------------------------------------------- |
| 12. November   | Velòdrom Illes Balears in Palma                 |
| 19. November   | Velodrom in Berlin                              |
| 26. November   | Vélodrome National in Saint-Quentin-en-Yvelines |
| 2.–3. Dezember | Lee Valley Velodrome in London                  |

## Qualifikation
Im September und Oktober wählten die Veranstalter pro Liga sechs Teilnehmer aus. Andere Aspiranten konnten sich bei den Weltmeisterschaften Mitte Oktober sportlich qualifizieren, und zwar jeweils die ersten Sechs in den Wettbewerben Sprint und Keirin sowie jeweils die ersten Drei im Scratch, Ausscheidungsfahren, Omnium und Punktefahren. Bei Absagen und Überschneidungen wurden Teilnehmer von den Veranstaltern nachnominiert.
Letzten Endes nahm weniger als die Hälfte der sportlich qualifizierten Fahrerinnen und Fahrer ihre Startplätze auch wahr. Insbesondere starteten bei Männern wie Frauen im Ausdauerbereich nur jeweils zwei der WM-Medaillisten aus den o. g. Wettbewerben tatsächlich in der Champions League.

## Finanzen
Für die vier Ligen waren Preisgelder von zusammen insgesamt 500.000 Euro ausgesetzt. Der Gesamtsieg einer Liga war mit 25.000 Euro dotiert, und der Sieg in einem Einzelrennen mit 1.000 Euro. Den Fahrern und Fahrerinnen in der unteren Tabellenhälfte verblieben jedoch nur ein Bruchteil dieser Summen. Ansonsten bekam jeder Teilnehmer ein einmaliges Antrittsgeld von 1.500 Euro und Subventionen für die Reisekosten zwischen 1.500 und 2.500 Euro.

## Austragungsmodus
Der Austragungsmodus der einzelnen Rennen war gegenüber dem Vorjahr unverändert. Die Ausdauer-Wettbewerbe bestanden aus Scratch und Ausscheidungsfahren und wurden in nur einem Lauf ausgetragen. Die Kurzzeit-Wettbewerbe bestanden aus Sprint und Keirin. Der Sprint wurde in drei Runden ausgetragen: In sechs Vorläufen qualifizierte sich jeweils der Sieger fürs Halbfinale, und die Sieger der beiden Halbfinals bestritten das Finale. Im Keirin wurden drei Vorläufe ausgetragen, wobei sich die beiden Ersten fürs Finale qualifizierten. Die ersten 15 jeder Disziplin erhielten folgende Punktzahlen:
| Platzierung | 1  | 2  | 3  | 4  | 5  | 6  | 7 | 8 | 9 | 10 | 11 | 12 | 13 | 14 | 15 | 16–18 |
| ----------- | -- | -- | -- | -- | -- | -- | - | - | - | -- | -- | -- | -- | -- | -- | ----- |
| Punkte      | 20 | 17 | 15 | 13 | 11 | 10 | 9 | 8 | 7 | 6  | 5  | 4  | 3  | 2  | 1  | 0     |

## Frauen Kurzzeit

### Teilnehmerinnen
- Martha Bayona
- Shanne Braspennincx
- Sophie Capewell
- Helena Casas
- Emma Finucane
- Lea Sophie Friedrich
- Daniela Gaxiola
- Pauline Grabosch
- Mathilde Gros
- Taky Marie-Divine Kouamé
- Urszula Łoś
- Kelsey Mitchell
- Steffie van der Peet
- Laurine van Riessen
- Olena Starykowa
- Miriam Vece
- Orla Walsh
- Hetty van de Wouw

Titelverteidigerin Emma Hinze verzichtete auf eine erneute Teilnahme.

### Sprint
| Ort                       | Siegerin        | Zweite              | Dritte              |
| ------------------------- | --------------- | ------------------- | ------------------- |
| Palma                     | Mathilde Gros   | Hetty van de Wouw   | Olena Starykowa     |
| Berlin                    | Mathilde Gros   | Laurine van Riessen | Urszula Łoś         |
| Saint-Quentin-en-Yvelines | Mathilde Gros   | Martha Bayona       | Olena Starykowa     |
| London 1                  | Olena Starykowa | Mathilde Gros       | Shanne Braspennincx |
| London 2                  | Mathilde Gros   | Kelsey Mitchell     | Martha Bayona       |

### Keirin
| Ort                       | Siegerin             | Zweite              | Dritte               |
| ------------------------- | -------------------- | ------------------- | -------------------- |
| Palma                     | Martha Bayona        | Kelsey Mitchell     | Lea Sophie Friedrich |
| Berlin                    | Kelsey Mitchell      | Martha Bayona       | Shanne Braspennincx  |
| Saint-Quentin-en-Yvelines | Steffie van der Peet | Mathilde Gros       | Kelsey Mitchell      |
| London 1                  | Steffie van der Peet | Kelsey Mitchell     | Urszula Łoś          |
| London 2                  | Martha Bayona        | Shanne Braspennincx | Steffie van der Peet |

### Gesamtwertung
Lea Sophie Friedrich musste die Serie krankheitsbedingt aufgeben, ebenso Sophie Capewell verletzungsbedingt.
| Pos. | Fahrerin                 | Pal | Ber | SQY | L1 | L2 | Σ   |
| ---- | ------------------------ | --- | --- | --- | -- | -- | --- |
| 1.   | Mathilde Gros            | 20  | 26  | 37  | 27 | 30 | 140 |
| 2.   | Kelsey Mitchell          | 17  | 31  | 25  | 28 | 26 | 127 |
| 3.   | Shanne Braspennincx      | 26  | 19  | 24  | 26 | 27 | 122 |
| 4.   | Martha Bayona            | 22  | 27  | 25  | 11 | 35 | 120 |
| 5.   | Steffie van der Peet     | 13  | 17  | 26  | 33 | 17 | 106 |
| 6.   | Olena Starykowa          | 24  | 12  | 20  | 25 | 19 | 100 |
| 7.   | Laurine van Riessen      | 10  | 30  | 15  | 22 | 14 | 91  |
| 8.   | Hetty van de Wouw        | 21  | 12  | 15  | 13 | 20 | 81  |
| 9.   | Taky Marie-Divine Kouamé | 10  | 16  | 22  | 8  | 15 | 71  |
| 10.  | Daniela Gaxiola          | 18  | 17  | 16  | 11 | 5  | 67  |
| 11.  | Helena Casas             | 15  | 11  | 14  | 12 | 12 | 64  |
| 12.  | Urszula Łoś              | 12  | 15  | 4   | 22 | 9  | 62  |
| 13.  | Pauline Grabosch         | 14  | 4   | 4   | 8  | 15 | 45  |
| 14.  | Miriam Vece              | 3   | 9   | 8   | 6  | 7  | 33  |
| 15.  | Emma Finucane            | 0   | 2   | 7   | 7  | 10 | 26  |
| 16.  | Orla Walsh               | 4   | 14  | 0   | 3  | 1  | 22  |
| 17.  | Lea Sophie Friedrich     | 22  | 0   | —   | —  | —  | 22  |
| 18.  | Sophie Capewell          | 11  | 0   | —   | —  | —  | 11  |

## Frauen Ausdauer

### Teilnehmerinnen
- Michelle Andres
- Katie Archibald
- Rachele Barbieri
- Tania Calvo
- Maggie Coles-Lyster
- Emma Cumming
- Michaela Drummond
- Emily Kay
- Laura Kenny
- Sophie Lewis
- Chloe Moran
- Anita Stenberg
- Lea Lin Teutenberg
- Tsuyaka Uchino
- Jennifer Valente
- Sarah Van Dam
- Lily Williams
- Silvia Zanardi

### Scratch
| Ort                       | Siegerin        | Zweite           | Dritte                |
| ------------------------- | --------------- | ---------------- | --------------------- |
| Palma                     | Katie Archibald | Tania Calvo      | Jennifer Valente      |
| Berlin                    | Katie Archibald | Jennifer Valente | Chloe Moran           |
| Saint-Quentin-en-Yvelines | Sophie Lewis    | Katie Archibald  | Jennifer Valente      |
| London 1                  | Emily Kay       | Katie Archibald  | Anita Yvonne Stenberg |
| London 2                  | Chloe Moran     | Sarah Van Dam    | Katie Archibald       |

### Ausscheidungsfahren
| Ort                       | Siegerin              | Zweite                | Dritte              |
| ------------------------- | --------------------- | --------------------- | ------------------- |
| Palma                     | Anita Yvonne Stenberg | Jennifer Valente      | Lily Williams       |
| Berlin                    | Katie Archibald       | Jennifer Valente      | Lily Williams       |
| Saint-Quentin-en-Yvelines | Katie Archibald       | Jennifer Valente      | Maggie Coles-Lyster |
| London 1                  | Jennifer Valente      | Anita Yvonne Stenberg | Maggie Coles-Lyster |
| London 2                  | Katie Archibald       | Jennifer Valente      | Maggie Coles-Lyster |

### Gesamtwertung
Laura Kenny konnte krankheitsbedingt nicht zur dritten Runde in Frankreich antreten; Emma Cumming verletzte sich bei einem Sturz in der vierten Runde und musste die Serie aufgeben.
| Pos. | Fahrerin              | Pal | Ber | SQY | L1 | L2 | Σ   |
| ---- | --------------------- | --- | --- | --- | -- | -- | --- |
| 1.   | Jennifer Valente      | 32  | 34  | 32  | 33 | 30 | 161 |
| 2.   | Katie Archibald       | 20  | 40  | 37  | 26 | 35 | 158 |
| 3.   | Maggie Coles-Lyster   | 15  | 19  | 28  | 22 | 26 | 110 |
| 4.   | Anita Yvonne Stenberg | 24  | 14  | 19  | 32 | 21 | 110 |
| 5.   | Lily Williams         | 24  | 19  | 19  | 17 | 16 | 95  |
| 6.   | Michaela Drummond     | 11  | 20  | 20  | 21 | 15 | 87  |
| 7.   | Rachele Barbieri      | 16  | 16  | 15  | 21 | 17 | 85  |
| 8.   | Sarah Van Dam         | 24  | 16  | 8   | 15 | 21 | 84  |
| 9.   | Sophie Lewis          | 17  | 11  | 27  | 10 | 11 | 76  |
| 10.  | Emily Kay             | 10  | 12  | 6   | 26 | 15 | 69  |
| 11.  | Chloe Moran           | 9   | 21  | 3   | 7  | 21 | 61  |
| 12.  | Silvia Zanardi        | 12  | 8   | 14  | 11 | 13 | 58  |
| 13.  | Tania Calvo           | 24  | 2   | 10  | 13 | 6  | 55  |
| 14.  | Lea Lin Teutenberg    | 10  | 13  | 0   | 3  | 12 | 38  |
| 15.  | Michelle Andres       | 1   | 15  | 12  | 2  | 0  | 30  |
| 16.  | Tsuyaka Uchino        | 0   | 2   | 6   | 3  | 3  | 14  |
| 17.  | Emma Cumming          | 5   | 0   | 6   | 0  | —  | 11  |
| 18.  | Laura Kenny           | 8   | 0   | —   | 0  | 0  | 8   |

## Männer Kurzzeit

### Teilnehmer
- Jai Angsuthasawit
- Azizulhasni Awang
- Stefan Bötticher
- Thomas Cornish
- Tom Derache
- Esow Esow
- Rayan Helal
- Jeffrey Hoogland
- Michail Jakowlew
- Harrie Lavreysen
- Shinji Nakano
- Sergei Ponomarjow
- Kevin Quintero
- Santiago Ramírez
- Matthew Richardson
- Mateusz Rudyk
- Jaïr Tjon En Fa
- Hamish Turnbull

### Sprint
| Ort                       | Sieger             | Zweiter            | Dritter          |
| ------------------------- | ------------------ | ------------------ | ---------------- |
| Palma                     | Matthew Richardson | Harrie Lavreysen   | Mateusz Rudyk    |
| Berlin                    | Harrie Lavreysen   | Matthew Richardson | Kevin Quintero   |
| Saint-Quentin-en-Yvelines | Harrie Lavreysen   | Matthew Richardson | Stefan Bötticher |
| London 1                  | Harrie Lavreysen   | Matthew Richardson | Michail Jakowlew |
| London 2                  | Harrie Lavreysen   | Matthew Richardson | Jeffrey Hoogland |

### Keirin
| Ort                       | Sieger             | Zweiter          | Dritter            |
| ------------------------- | ------------------ | ---------------- | ------------------ |
| Palma                     | Harrie Lavreysen   | Stefan Bötticher | Matthew Richardson |
| Berlin                    | Matthew Richardson | Harrie Lavreysen | Stefan Bötticher   |
| Saint-Quentin-en-Yvelines | Matthew Richardson | Harrie Lavreysen | Shinji Nakano      |
| London 1                  | Matthew Richardson | Santiago Ramírez | Stefan Bötticher   |
| London 2                  | Matthew Richardson | Harrie Lavreysen | Stefan Bötticher   |

### Gesamtwertung
| Pos. | Fahrer             | Pal | Ber | SQY | L1 | L2 | Σ   |
| ---- | ------------------ | --- | --- | --- | -- | -- | --- |
| 1.   | Matthew Richardson | 35  | 37  | 37  | 37 | 37 | 183 |
| 2.   | Harrie Lavreysen   | 37  | 37  | 37  | 33 | 37 | 181 |
| 3.   | Stefan Bötticher   | 30  | 28  | 28  | 22 | 28 | 136 |
| 4.   | Kevin Quintero     | 14  | 25  | 13  | 21 | 19 | 92  |
| 5.   | Santiago Ramírez   | 20  | 19  | 13  | 26 | 11 | 89  |
| 6.   | Jeffrey Hoogland   | 10  | 8   | 14  | 22 | 28 | 82  |
| 7.   | Jai Angsuthasawit  | 11  | 9   | 23  | 13 | 15 | 71  |
| 8.   | Azizulhasni Awang  | 10  | 10  | 18  | 4  | 18 | 60  |
| 9.   | Michail Jakowlew   | 22  | 11  | 5   | 20 | 2  | 60  |
| 10.  | Mateusz Rudyk      | 15  | 20  | 9   | 11 | 2  | 57  |
| 11.  | Shinji Nakano      | 11  | 2   | 17  | 8  | 12 | 50  |
| 12.  | Tom Derache        | 9   | 4   | 12  | 4  | 19 | 48  |
| 13.  | Esow Esow          | 6   | 21  | 2   | 6  | 11 | 46  |
| 14.  | Hamish Turnbull    | 8   | 11  | 5   | 8  | 9  | 41  |
| 15.  | Thomas Cornish     | 10  | 13  | 8   | 9  | 0  | 40  |
| 16.  | Rayan Helal        | 4   | 7   | 8   | 12 | 5  | 36  |
| 17.  | Sergei Ponomarjow  | 7   | 0   | 12  | 2  | 9  | 30  |
| 18.  | Jaïr Tjon En Fa    | 3   | 0   | 1   | 4  | 0  | 8   |

## Männer Ausdauer

### Teilnehmer
- Dylan Bibic
- Matthijs Büchli
- Matteo Donegà
- Roy Eefting
- Mathias Guillemette
- Gavin Hoover
- Claudio Imhof
- Gustav Johansson
- Grant Koontz
- Moritz Malcharek
- Erik Martorell
- Sebastián Mora
- William Perrett
- Filip Prokopyszyn
- Michele Scartezzini
- Mark Stewart
- Rotem Tene
- Oliver Wood

### Scratch
| Ort                       | Sieger          | Zweiter          | Dritter             |
| ------------------------- | --------------- | ---------------- | ------------------- |
| Palma                     | Mark Stewart    | Sebastián Mora   | Michele Scartezzini |
| Berlin                    | Oliver Wood     | Claudio Imhof    | Matteo Donegà       |
| Saint-Quentin-en-Yvelines | Sebastián Mora  | Claudio Imhof    | Matteo Donegà       |
| London 1                  | William Perrett | Moritz Malcharek | Dylan Bibic         |
| London 2                  | Mark Stewart    | Matthijs Büchli  | Oliver Wood         |

### Ausscheidungsfahren
| Ort                       | Sieger              | Zweiter             | Dritter             |
| ------------------------- | ------------------- | ------------------- | ------------------- |
| Palma                     | Mathias Guillemette | Gavin Hoover        | Mark Stewart        |
| Berlin                    | Dylan Bibic         | William Perrett     | Mathias Guillemette |
| Saint-Quentin-en-Yvelines | Oliver Wood         | Mathias Guillemette | Claudio Imhof       |
| London 1                  | Gavin Hoover        | Mathias Guillemette | Sebastián Mora      |
| London 2                  | Oliver Wood         | Claudio Imhof       | Matthijs Büchli     |

### Gesamtwertung
Claudio Imhof und Sebastián Mora lagen in der Gesamtwertung nach Punkten gleichauf. Nach den Regeln kam in diesem Fall die bessere Platzierung im letzten Rennen zur Anwendung, d. h. das Ausscheidungsrennen von London 2. Imhof hatte hier den zweiten Platz belegt, Mora den vierten.
| Pos. | Fahrer              | Pal | Ber | SQY | L1 | L2 | Σ   |
| ---- | ------------------- | --- | --- | --- | -- | -- | --- |
| 1.   | Claudio Imhof       | 18  | 30  | 32  | 19 | 26 | 125 |
| 2.   | Sebastián Mora      | 28  | 16  | 27  | 28 | 26 | 125 |
| 3.   | Mark Stewart        | 35  | 15  | 18  | 19 | 28 | 115 |
| 4.   | Oliver Wood         | 10  | 26  | 24  | 17 | 35 | 112 |
| 5.   | Mathias Guillemette | 30  | 25  | 19  | 19 | 14 | 107 |
| 6.   | Matthijs Büchli     | 14  | 18  | 23  | 17 | 32 | 104 |
| 7.   | Will Perrett        | 21  | 21  | 3   | 31 | 11 | 87  |
| 8.   | Moritz Malcharek    | 19  | 20  | 14  | 22 | 11 | 86  |
| 9.   | Michele Scartezzini | 22  | 16  | 22  | 12 | 11 | 83  |
| 10.  | Gavin Hoover        | 18  | 8   | 13  | 24 | 16 | 79  |
| 11.  | Dylan Bibic         | 3   | 20  | 13  | 16 | 21 | 73  |
| 12.  | Matteo Donegà       | 3   | 17  | 18  | 5  | 6  | 49  |
| 13.  | Roy Eefting         | 5   | 15  | 10  | 14 | 1  | 45  |
| 14.  | Filip Prokopyszyn   | 10  | 0   | 11  | 15 | 6  | 42  |
| 15.  | Grant Koontz        | 13  | 2   | 4   | 0  | 10 | 29  |
| 16.  | Rotem Tene          | 8   | 0   | 11  | 0  | 1  | 20  |
| 17.  | Erik Martorell      | 5   | 5   | 0   | 4  | 5  | 19  |
| 18.  | Gustav Johansson    | 0   | 8   | 0   | 0  | 2  | 10  |